# Wit-Russisch curlingteam (vrouwen)
Het Wit-Russisch curlingteam vertegenwoordigt Wit-Rusland in internationale curlingwedstrijden.

## Geschiedenis
Wit-Rusland nam voor het eerst deel aan een internationaal toernooi tijdens het Europees kampioenschap van 2011. De Wit-Russen moesten eerst aantreden in de C-divisie, om zich van daaruit te plaatsen voor de B-divisie van het eigenlijke EK. Dit lukte evenwel niet. Wit-Rusland eindigde op de vijfde plaats, terwijl enkel de eerste twee door mochten naar de B-divisie. Een jaar later liep het beter: Wit-Rusland won de C-divisie, en mocht zo voor het eerst deelnemen aan het eigenlijke EK. De stap hogerop bleek echter nog te hoog gegrepen. De Wit-Russen konden amper twee van hun negen wedstrijden winnen, en eindigden op de negentiende en voorlaatste plaats. Hierdoor degradeerden ze opnieuw naar de C-divisie. Deze trend zou zich ook de daarop volgende jaren doorzetten. In 2021 ontbrak Wit-Rusland op het EK, en in september 2022 werd de Wit-Russische Curlingassociatie geschorst vanwege de Wit-Russische steun aan de Russische invasie van Oekraïne. Bijgevolg kan het Wit-Russische curlingteam tot nader order niet meer deelnemen aan internationale curlingcompetities.
Aan het wereldkampioenschap curling en aan de Olympische Winterspelen nam Wit-Rusland nog nooit deel.

## Wit-Rusland op het Europees kampioenschap
| Jaar | Plaats        | Skip          | WG            | W             | V             | PV            | PT            |
| ---- | ------------- | ------------- | ------------- | ------------- | ------------- | ------------- | ------------- |
| 1991 | Geen deelname | Geen deelname | Geen deelname | Geen deelname | Geen deelname | Geen deelname | Geen deelname |
| 1992 | Geen deelname | Geen deelname | Geen deelname | Geen deelname | Geen deelname | Geen deelname | Geen deelname |
| 1993 | Geen deelname | Geen deelname | Geen deelname | Geen deelname | Geen deelname | Geen deelname | Geen deelname |
| 1994 | Geen deelname | Geen deelname | Geen deelname | Geen deelname | Geen deelname | Geen deelname | Geen deelname |
| 1995 | Geen deelname | Geen deelname | Geen deelname | Geen deelname | Geen deelname | Geen deelname | Geen deelname |
| 1996 | Geen deelname | Geen deelname | Geen deelname | Geen deelname | Geen deelname | Geen deelname | Geen deelname |
| 1997 | Geen deelname | Geen deelname | Geen deelname | Geen deelname | Geen deelname | Geen deelname | Geen deelname |
| 1998 | Geen deelname | Geen deelname | Geen deelname | Geen deelname | Geen deelname | Geen deelname | Geen deelname |
| 1999 | Geen deelname | Geen deelname | Geen deelname | Geen deelname | Geen deelname | Geen deelname | Geen deelname |
| 2000 | Geen deelname | Geen deelname | Geen deelname | Geen deelname | Geen deelname | Geen deelname | Geen deelname |
| 2001 | Geen deelname | Geen deelname | Geen deelname | Geen deelname | Geen deelname | Geen deelname | Geen deelname |
| 2002 | Geen deelname | Geen deelname | Geen deelname | Geen deelname | Geen deelname | Geen deelname | Geen deelname |
| 2003 | Geen deelname | Geen deelname | Geen deelname | Geen deelname | Geen deelname | Geen deelname | Geen deelname |
| 2004 | Geen deelname | Geen deelname | Geen deelname | Geen deelname | Geen deelname | Geen deelname | Geen deelname |
| 2005 | Geen deelname | Geen deelname | Geen deelname | Geen deelname | Geen deelname | Geen deelname | Geen deelname |
| 2006 | Geen deelname | Geen deelname | Geen deelname | Geen deelname | Geen deelname | Geen deelname | Geen deelname |
| 2007 | Geen deelname | Geen deelname | Geen deelname | Geen deelname | Geen deelname | Geen deelname | Geen deelname |

| Jaar | Plaats        | Skip                | WG            | W             | V             | PV            | PT            |
| ---- | ------------- | ------------------- | ------------- | ------------- | ------------- | ------------- | ------------- |
| 2008 | Geen deelname | Geen deelname       | Geen deelname | Geen deelname | Geen deelname | Geen deelname | Geen deelname |
| 2009 | Geen deelname | Geen deelname       | Geen deelname | Geen deelname | Geen deelname | Geen deelname | Geen deelname |
| 2010 | Geen deelname | Geen deelname       | Geen deelname | Geen deelname | Geen deelname | Geen deelname | Geen deelname |
| 2011 | 23            | Ekaterina Kirillova | 4             | 2             | 2             | 32            | 18            |
| 2012 | 19            | Ekaterina Kirillova | 9             | 2             | 7             | 43            | 63            |
| 2013 | 17            | Alina Pavljoetsjik  | 9             | 3             | 6             | 61            | 70            |
| 2014 | 19            | Alina Pavljoetsjik  | 9             | 1             | 8             | 52            | 70            |
| 2015 | 22            | Alina Pavljoetsjik  | 8             | 4             | 4             | 34            | 31            |
| 2016 | 17            | Alina Pavljoetsjik  | 17            | 12            | 5             | 116           | 101           |
| 2017 | 20            | Alina Pavljoetsjik  | 9             | 2             | 7             | 54            | 77            |
| 2018 | 22            | Daria Bogatova      | 6             | 2             | 4             | 38            | 44            |
| 2019 | 18            | Alina Pavljoetsjik  | 17            | 10            | 7             | 108           | 60            |
| 2021 | Geen deelname | Geen deelname       | Geen deelname | Geen deelname | Geen deelname | Geen deelname | Geen deelname |
| 2022 | Geen deelname | Geen deelname       | Geen deelname | Geen deelname | Geen deelname | Geen deelname | Geen deelname |
| 2023 | Geen deelname | Geen deelname       | Geen deelname | Geen deelname | Geen deelname | Geen deelname | Geen deelname |
| 2024 | Geen deelname | Geen deelname       | Geen deelname | Geen deelname | Geen deelname | Geen deelname | Geen deelname |
| 2025 | Geen deelname | Geen deelname       | Geen deelname | Geen deelname | Geen deelname | Geen deelname | Geen deelname |

Andorra · Australië · België · Brazilië · Bulgarije · Canada · China · Chinees Taipei · Denemarken · Duitsland · Engeland · Estland · Filipijnen · Finland · Frankrijk · Groot-Brittannië · Hongarije · Hongkong · Ierland · Israël · Italië · Jamaica · Japan · Kazachstan · Kenia · Kroatië · Letland · Litouwen · Luxemburg · Mexico · Nederland · Nieuw-Zeeland · Nigeria · Noorwegen · Oekraïne · Oostenrijk · Polen · Portugal · Qatar · Roemenië · Rusland · Schotland · Servië · Slovenië · Slowakije · Spanje · Thailand · Tsjechië · Tsjecho-Slowakije · Turkije · Verenigde Staten · Wales · Wit-Rusland · Zuid-Korea · Zweden · Zwitserland